# Барети
Барети (груз. ბარეთი, до 2010 года — Башкои) — село в Грузии, на территории Цалкского муниципалитета края (мхаре) Квемо-Картли.

## География
Село находится в юго-восточной части Грузии, к северо-западу от озера Барети, на расстоянии приблизительно 7 километров (по прямой) к северо-востоку от города Цалка, административного центра муниципалитета. Абсолютная высота — 1606 метров над уровнем моря.

## Население
По результатам официальной переписи населения 2014 года в Барети проживало 397 человек (205 мужчин и 192 женщины). В национальной структуре населения грузины составляли 60 %, азербайджанцы — 34 %, греки — 5,5 %.
| Год  | Население, человек |
| ---- | ------------------ |
| 2002 | 207                |
| 2014 | ↗ 397              |